# Apache Wave
Apache Wave fue un framework en línea que permitía a sus usuarios comunicarse y colaborar en tiempo real. El proyecto fue anunciado por Google con el nombre de "Google Wave" en la conferencia Google I/O, el 28 de mayo de 2009. Es una aplicación web y una plataforma informática diseñada para unir los servicios de correo electrónico, mensajería instantánea, wiki, y redes sociales. Se centra en el aspecto colaborativo, apoyado por un analizador ortográfico/gramático, traducción automática entre 40 lenguas, y muchas otras extensiones. A finales de septiembre de 2009, Google invitó a 100.000 usuarios a acceder a una vista preliminar del servicio. Pero en 2013, Google se relanzó al mercado "social" con la plataforma Wave rediseñada en +Google.
Los hermanos Lars y Jens Rasmussen, creadores del popular servicio Google Maps, son los responsables de Google Wave, en el que han trabajado desde 2006 junto a otros tres empleados del buscador. “Empezamos a preguntarnos cómo sería el correo electrónico si hubiera sido inventado hoy”, dijo Lars Rasmussen durante la presentación de Google Wave.
El 4 de agosto de 2010, Google anunció que abandona el desarrollo de Wave, aduciendo su falta de acogida. Señaló también su intención de mantener el servicio en funcionamiento al menos por lo que resta de año, dejando abierta la posibilidad de aplicar a nuevos productos las tecnologías desarrolladas. El 22 de noviembre de 2011, Google anunció que los waves existentes serían únicamente de lectura a partir de enero del 2012 y para abril del mismo año fueran borrados definitivamente. El desarrollo fue entregado a Apache Software Foundation quienes empezaron a desarrollar un producto del lado del servidor llamado Wave in a Box. El proyecto se retiró el 15 de enero de 2018.

## Características

### Etimología
El nombre se inspiró en la serie de televisión Firefly en el que un Wave (onda) es una comunicación electrónica (a menudo compuesta por una llamada de vídeo o un mensaje de vídeo). Durante la presentación de los desarrolladores, se hizo una serie de referencias a la serie como el que Lars Rasmussen respondiera a un mensaje con "brillante", una palabra de uso común en la serie en el sentido de guay (cool) o bueno, y que el mensaje de error de Wave sea una cita popular de la serie: 
"¡Maldita sea tu súbita pero inevitable traición!".

### Producto
Google Wave está diseñado como la nueva generación en comunicación a través de Internet. Está escrito en  Java usando OpenJDK; su interfaz utiliza Google Web Toolkit. En lugar de enviar un mensaje y todo su hilo de mensajes previos o de requerir que las respuestas sean almacenadas en la bandeja de entrada de cada usuario por razones de contexto, objetos conocidos como waves contienen un hilo completo de mensajes multimedia (blips) y se ubican en un servidor central. Las waves se comparten y se pueden añadir o eliminar colaboradores en cualquier momento durante la existencia de una wave.

### El Final
El 29 de noviembre de 2011 Google anunció que daba de baja la plataforma definitivamente en 2012, comenzando en el mes de enero con una sesión de actividades para nuevos usuarios, e invitando a quienes utilizaban Google Wave a retirar los archivos que mantenían en el sitio.
El 21 de marzo de 2012 "The Wave Team" anunció que el 30 de abril de 2012 se desconectaba definitivamente el servicio.